# Bartul Đurđević
Bartul Đurđević ili Jurjević (Mala Mlaka, oko 1506. − Rim, oko 1566.), hrvatski poliglot i hrvatski latinist iz 16. stoljeća.
Poznat je kao autor prvog hrvatsko-latinskog rječnika objavljenog 1544. u Antwerpenu/Anversu, kao dodatak djelu De aflictione tam captivorum quam etiam sub Turcae tributo viventium christianorum (Teško stanje kršćana u turskom ropstvu i pod turskim haračem), iste godine izdanog u Parizu.
Sastavio je i talijansko-arapsko-hebrejsko-kaldejski praktični rječnik.
U latinskom obliku, ime mu je zapisano kao Bartholomaeo Gyurgieuits i Bartholomaeo Georgieuiz, odnosno Bartholomeo Georgieuitz de Croacia, detto Pellegrino Hierosolymitano authore.
Važnost Jurjevićeva djela utoliko je veća što su prevođenjem njegovih djela na ine jezike nastali su i hrvatsko-francuski, hrvatsko-nizozemski i hrvatsko-engleski rječnici.

## Životopis
On je prvi, ne samo Hrvat nego i Slaven, čiji su spisi bili poznati širom Europe. Njegovi su spisi imali velik utjecaj na vladare i poznate intelektualce onoga doba (Karlo V., papa Julije III. i na Luthera). On je ujedno tvorac i prvog rječnika u Hrvata (pola stoljeća stariji od čuvenog Vrančićeva rječnika iz 1595.).
Sudjelovao je u Mohačkoj bitci (1526.) i bio zarobljen, te se nalazi u Turskom sužanjstvu, gdje je 7 puta prodavan i 13 godina se nalazi u zarobljeništvu iz kojeg najzad bježi. Ti su događaji ostavili veliki trag na njega što se jako očitovalo u njegovom spisateljstvu. Konstantno upozorava na tursku opasnost i potiče protuturski otpor svih naroda Europe (putuje Papi u Rim) Godine 1544. u Antwerpenu (Nizozemska) izdana je knjiga "De Aflikacione tam capitorum..." koja sadrži i mali Hrvatsko-Latinski rječnik na štokavskoj ikavici, i molitve "Oče Naš, Zdravo Marijo..." Piše i djelo o običajima Turaka. Poznat je i pod imenom "Jeruzalemski hodočasnik".
Umro je u Rimu za posjeta Papi, kojeg je tražio da mu odobri vojnu protiv Turaka.

## Djela
- De afflictione tam captivorum quam etiam sub Turcae tributo uiuentium Christianorum : cum figuris res clare experimentibus : similiter de ritu, deq; caeremoniis domi, militaeq; ab ea gente usurpatis : additis nonnullis lectu dignis, linguarum Sclavonicae et Turcicae, cum interpretatione Latina., 1544., 1545. je dodan rječnik
- Epistola exhortatoria contra infideles ad illmum. principem Maximilianum archiducem Austriae, 1545.
- Exhortatoria contra Turcas Ad illustrissimum principem Maximilianum archiducem Austriae, 1545.
- Prognoma, sive Praesagium Mehemetanorum, primum de Christianorum calamitatibus, deinde de suae gentis interitu, ex Persica lingua in Latinum sermonem conversum., 1545.
- Disputatio de fide christiana, 1547.
- Haec nova fert Affrica. Mysterium sanctissimae Trinitatis. Pro fide christiana cum Turca disputationis habitae ... brevis descriptio , 1548.
- Machumetis Saracenorum principis, eius que successorum vitae, doctrina, ac ipse Alcoran, ... [ex Arabico uersus per eundem Robertum Retenensem, & Hermannum Dalmatam.] ... His adiunctae sunt Confutationes multoru/m/, : & quidem probatiss. authorum, Arabum, Graecorum, & Latinoru/m/, ... Adjuncti sunt etiam De Turcarum, siue Sarracenorum ... origine, ac rebus gestis, a DCCCC annis ad nostra usq/ue/ tempora, libelli aliquot lectu dignissimi. : Haec omnia in unum uolumen redacta sunt, opera & studio Theodori Bibliandri, u suautorstvu s Theodorusom Biblianderom, Feliksom Petančićem, Johannom Oporinusom, Robertusom Retinensisom i Hermanom Dalmatincem, 1550.
- Pro fide Christiana cum Turca disputationis /Varadini/ habitae et mysterio SS. Trinitatis in Alcorano invento nunc primum in Latinum sermonem verso brevis descriptio, 15??.
- Libellus vere christiana lectione dignus diuersas res Turcharum brevi tradens, 1552.
- Profetia dei Turchi, della loro rouina, o la conuersione alla fede di Christo per forza della spada Christiana ; Il lamento delli Christiani, che uiuono sotto l’imperio del gran Turcho ; La essortatione contra li Turchi alli rettori della Repub. Christiana :cose ueramente pie, et a ogni Christiano da legger utile, e molto necess. / nouame[n]te co[m]poste et diuolgate, 1553.
- Specchio della peregrinatione delli piu notabili luoghi della Terra Santa di promessione, et delle processioni, et cerimonie, che nella citta di Hierusalem si sogliono celebrare , 1554.
- Opera nova che comprende quattro libretti : si come nel sequente folgio leggendo, meglio si po tra intendere, 1555.
- De Turcarum moribus epitome, 1562.
- Aulae Turcicae, Othomanniciq’ve imperii descriptio: ... Primum ab Antonio Geufraeo Gallice edita ..., u suautorstvu s Antoine Geuffroyem i Sebastienom Henricpetrijem, 1577.
- Chronicorum Turcicorum, in quibus Turcorum origo, principes, imperatores, bella, ... exponuntur; Tom. II: Diuersa de rebus Turcicis opuscula continet. ', 1578., u Frankfurtu na Majni
- Vaticiniorum liber primus. Prophetiae, revelationes, visiones ... vel prognosticationes quaedam praecipue vulgares ... praesertim de ultimis mundi temporibus ..., 1584. (suautor s Johannom Raschom i Pavlom Skalićem)
- Georgii Pannonii De ritibus et differentiis Graecorum et Armeniorum, tum etiam de captivitate illius ac caeremoniis Hierosolymitanorum in die Paschatis celebrandis libellus, 16??.